# 洪天宇
洪天宇（1960年—2023年5月），臺灣臺中東勢人，畫家。

## 生平
洪天宇1960年出生於臺中，因幼年失親而與年紀頗大的養父住在臺中東勢郊外，後入新竹師專美術科，退伍後擔任國小教師。他個性較獨來獨往，喜歡登山。
洪天宇的風景畫會特意將非自然物塗上白色，以表達人類與大自然之間關係，如獲高雄市立美術館典藏的〈高雄港〉。1985年6月25日，洪天宇因台灣省公教人員七十四年書畫比賽油畫專業組獲第二名，在省立台中圖書館獲台灣省主席邱創煥頒獎表揚。2000年，洪天宇獲臺北市立美術館第1屆廖繼春油畫創作獎第一名。
洪天宇曾與跟著漁船出海捕魚三個月，看到漁民獵取鯊魚砍掉魚翅後就扔入海中，影響他日後的創作。2008年，他以將人體畫成像豬肉及五臟六腑的「大悲宴」系列畫，引起側目。此系列作品當年在台北國際藝術博覽會，以新臺幣總價2000萬元全數賣出，成為該會成交額最高的作品。
國立臺灣美術館自2013年推出「台灣美術家《刺客列傳》」系列展覽，因洪天宇畫風自成一格、開拓台灣美術不同的視野，而評為「刺客」特質。2018年12月1日到29日，洪天宇在臺北市北投區承德路七段的日帝藝術畫廊，舉行四十年展，主要展覽作品是獲義大利2016年拉古納藝術獎的〈沉默的半屏山〉。
自2023年5月5日起洪天宇就失聯，直到14日被其弟子發現在苗栗縣大湖鄉畫室去世，死因是心肌梗塞。

## 家庭
洪天宇與東勢國小美術教師(師專同學)張秀毓生有一子。兒子在1995年參加國立台灣科學教育館的第十二屆科學想像畫比賽，在一千六百六十八件作品中獲得國小第一組第一等獎。妻子在東勢九二一地震重建期間，指導社區婦女製作燈籠。張秀毓除長期從事美術教育工作，亦為知的兒童繪本作者，著作包括《爸爸的友善茶園》、《大家一起玩泥巴》、《阿婆的燈籠樹》、《爺爺的玻璃店》等鄉土藝術童書，2023年4月出版的《跟著媽祖去春遊》。